# Stora Halvardstjärnen
Stora Halvardstjärnen är en sjö i Årjängs kommun i Värmland och ingår i Göta älvs huvudavrinningsområde. Sjöns area är 0,047 kvadratkilometer och den befinner sig 257 meter över havet.